# Nieznajoma z Sekwany (postać)

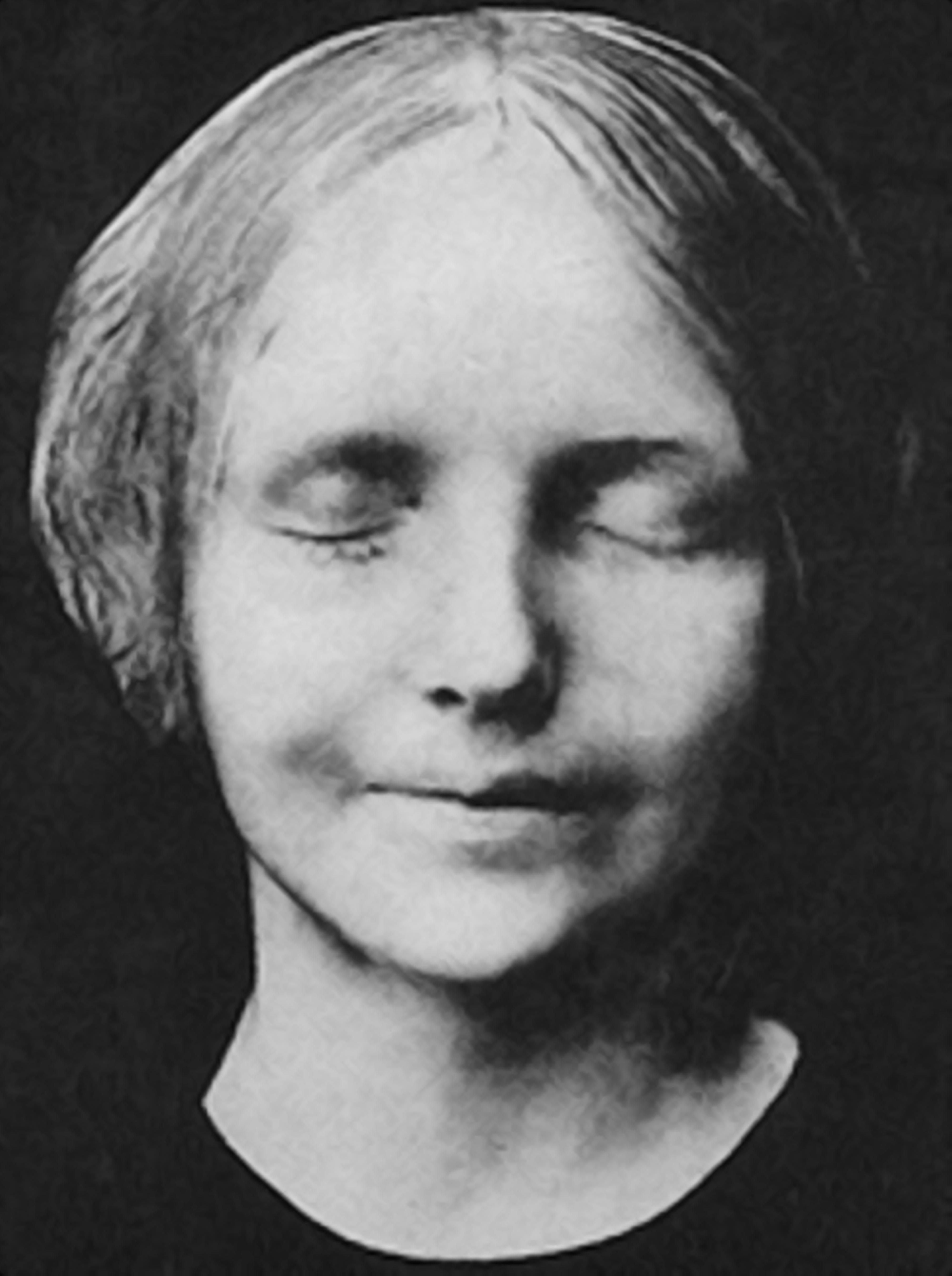
Nieznajoma z Sekwany

Nieznajoma z Sekwany (fr. L’Inconnue de la Seine) – niezidentyfikowana kobieta wyłowiona we Francji z Sekwany.

## Historia
Ciało niezidentyfikowanej osoby wyłowiono pod koniec XIX wieku z Sekwany w Paryżu, w pobliżu Luwru. Wiek kobiety oceniono na 16 lat, nie znaleziono żadnych obrażeń wskazujących na przyczynę zgonu. Zgodnie z ówczesnymi zwyczajami zwłoki wystawiono w oknie paryskiej kostnicy, w nadziei na ich identyfikację, jako że odwiedzanie witryny kostnicy było wówczas popularnym zwyczajem. Mimo to tożsamości kobiety nigdy nie ustalono. Uwagę publiczności przyciągnął wygląd twarzy kobiety – delikatny uśmiech, nietypowy u tonących, w tym nawet u samobójców. Co więcej, zwłoki w momencie znalezienia nie weszły jeszcze w fazę rozkładu, co nasuwało porównania do śpiącej osoby.
Z niewyjaśnionych przyczyn wykonano pośmiertną maskę nieznanej kobiety – według tzw. miejskiej legendy wykonał ją patolog, który zakochał się w niej w trakcie oględzin. Nazwę Nieznajoma z Sekwany po raz pierwszy zastosowano w 1926 r. w albumie masek pośmiertnych.
Stworzona maska okazała się popularna, jej egzemplarze sprzedawano w paryskich sklepach z pamiątkami, a uwagę poświęcili jej ówcześni artyści: Albert Camus porównywał jej uśmiech do uśmiechu Mony Lisy, Richard Le Gallienne poświęcił jej powieść Wielbiciel obrazu, Vladimir Nabokov wykorzystywał maskę pisząc Lolitę, Ödön von Horváth napisał dramat Nieznajoma z Sekwany, a wiersz poświęcił jej Stanisław Grochowiak. O nieznanej kobiecie pisali także m.in. Rainer Maria Rilke, Maurice Blanchot, Louis Aragon, Stefan Chwin, a jej podobizny reprodukowano także na elewacjach budynków, m.in. warszawskiej kamienicy przy ul. Śniadeckich 23. John Goto natomiast spreparował i umieścił w internecie podrobione dokumenty z rzekomego śledztwa, które miało jakoby ustalić jej tożsamość.

## Resusci Anne
W 1957 Peter Safar po raz pierwszy zaproponował do stosowania w resuscytacji sztuczne oddychanie metodą „usta-usta”, a spopularyzował ją Bjørn Lind, któremu Asmund Laerdal zaproponował stworzenie manekina z ruchomą, sprężystą klatką piersiową do nauki sztucznego oddychania. Biorąc pod uwagę ówczesną niechęć do homoseksualizmu i nie chcąc zniechęcać mężczyzn do ćwiczenia na manekinie, zdecydował się na stworzenie manekina o cechach kobiecych i na twarz wybrał twarz Nieznajomej z Sekwany znaną mu z maski obecnej w domu jego teściów lub dziadków. Wprowadzone w 1963 na rynek urządzenie Laedala nazwane Resusci Anne (w USA jako CPR Annie) nie było pierwszym tego typu, ale zostało uznane za wyjątkowo udane i przyczyniło się do popularyzacji resuscytacji krążeniowo-oddechowej. Do 2007 r. naukę pierwszej pomocy z wykorzystaniem tego modelu przeszło ok. 300 mln osób, przez co Nieznajoma z Sekwany jest nazywana najczęściej całowaną kobietą na świecie.